# Fjeldbroen
Fjeldbroen (Deens vrij vertaald Brug tussen bergen) is een compositie van Niels Gade. Het is een ongedateerd werk van deze Deense componist. Gade zette muziek onder een gelijknamig gedicht van Carl Andersen (1828-1883). Het gedicht begint met de regel Hvor Elven kækt gennem Kløften sprang (Hoe elfen parmantig door kloven sprongen). Carl Andersen was een vriend van Gade en werkte met Gade ook samen in diens Korsfarerne.